# Valie Export
VALIE EXPORT (* 17. května 1940 Linec),  vlastním jménem Waltraud Hollingerová, rozená Lehnerová, je rakouská vizuální umělkyně, performerka, filmařka a vysokoškolská pedagožka. Žije a pracuje ve Vídni a v Kolíně nad Rýnem.
EXPORT - píše se, dle přání autorky, vždy verzálkami. Umělecký pseudonym, který naznačuje význam "exportovat se". Myšlenku, že umělecká tvorba je zboží (navíc umění vytvořené ženou, která sama o sobě je zbožím). K tomuto účelu si vytvořila razítko, kterým signuje všechny svoje práce.

## Život
Waltraud Lehnerová vyrůstala v Linci se dvěma sestrami jako dcera válečné vdovy a chodila do klášterní školy. V letech 1955 až 1958 navštěvovala ve svém rodném městě uměleckoprůmyslovou školu. V 18 letech se vdala a narodila se jí dcera Perdita. Po rozchodu s manželem odešla v roce 1960 do Vídně a do roku 1964 navštěvovala Vyšší spolkový vzdělávací a výzkumný ústav pro textilní průmysl. Po získání diplomu v oboru designu šla do filmového průmyslu a pracovala jako scenáristka, filmová střihačka a komparzistka. Navázala vztah s Petrem Weibelem, který ji podporoval v jejích filmových performancích a vlastní tvorbě. V roce 1965 vznikl její první vlastní scénář krátkého filmu Aus alt macht nicht neu.
V roce 1967 se umělkyně v radikálním gestu vzdala jména svého otce i manžela, aby přijala novou identitu a zároveň oznámila svou přítomnost na umělecké scéně s požadavkem psát ji pouze velkými písmeny. Tak v Linci vznikly názvy EXPORT a VALIE, její přezdívka. K přenosu jména posloužila v té době populární značka cigaret Smart Export.
Na přelomu 60. a 70. let se věnovala fotografiím, videoinstalacím a happeningům. Vznikly její rané a zároveň nejznámější a nejprovokativnější feministické práce, v nichž používala vlastní tělo k vyjádření vztahu k okolnímu světu, kultuře a společnosti. V tomto období se stala všeobecně známou. V roce 1968 společně s dalšími umělci a filmovými teoretiky založila filmovou produkční společnost Austrian Filmmakers Cooperative.
V roce 1970 jí byla odebrána z péče dcera Perdita. V roce 1972 se rozešla s Petrem Weibelem, i když nadále spolupracovali na realizaci filmů. V roce 1976 EXPORT dokončila svůj první celovečerní hraný film Unsichtbare Gegner (Neviditelní protivníci) a Petr Weibel v něm ztvárnil hlavní roli. Film byl s úspěchem představen na festivalech v Itálii. Po něm následovaly další snímky, které zviditelnily její jméno nejen v Evropě, ale i v zámoří. Za osmnáctiminutový avantgardní film Syntagma (1983) byla nominována na cenu Zlatý Medvěd na MFF v Berlíně 1985 za scénář a režii.
Od roku 1981 přednášela na uměleckých školách a univerzitách (např. Art School of Whitney Museum of American Art, Institutu umění v Chicagu, Walker Art Center, Stanford University). V letech 1989–1992 byla VALIE EXPORT řádnou profesorkou na University of Wisconsin-Milwaukee. V letech 1991–1995 byla profesorkou na katedře vizuální komunikace na Berlínské univerzitě umění. Během této doby také potkala svého budoucího druhého manžela Roberta Stockingera. V letech 1996–2005 byla profesorkou multimediální performance na Akademii mediálních umění v Kolíně nad Rýnem. O svých názorech a postojích k umění psala v kritické články, texty a publikace, např. Feministický akcionismus (1979), Mediální anagramy (1990), Skutečnost a její dvojník: TĚLO (1992).
VALIE EXPORT žije ve Vídni. Město Linec získalo její archiv v roce 2015 a 11. listopadu 2017 otevřelo VALIE EXPORT Center Linz v bývalé linecké tabákové továrně patřící závodě společnosti, od jejíž značky Smart Export převzala své umělecké jméno. V roce 2024 umělkyně založila neziskovou organizaci VALIE EXPORT FOUNDATION, jejímž cílem je zachovat a zkoumat umělcovo dílo.

## Tvorba

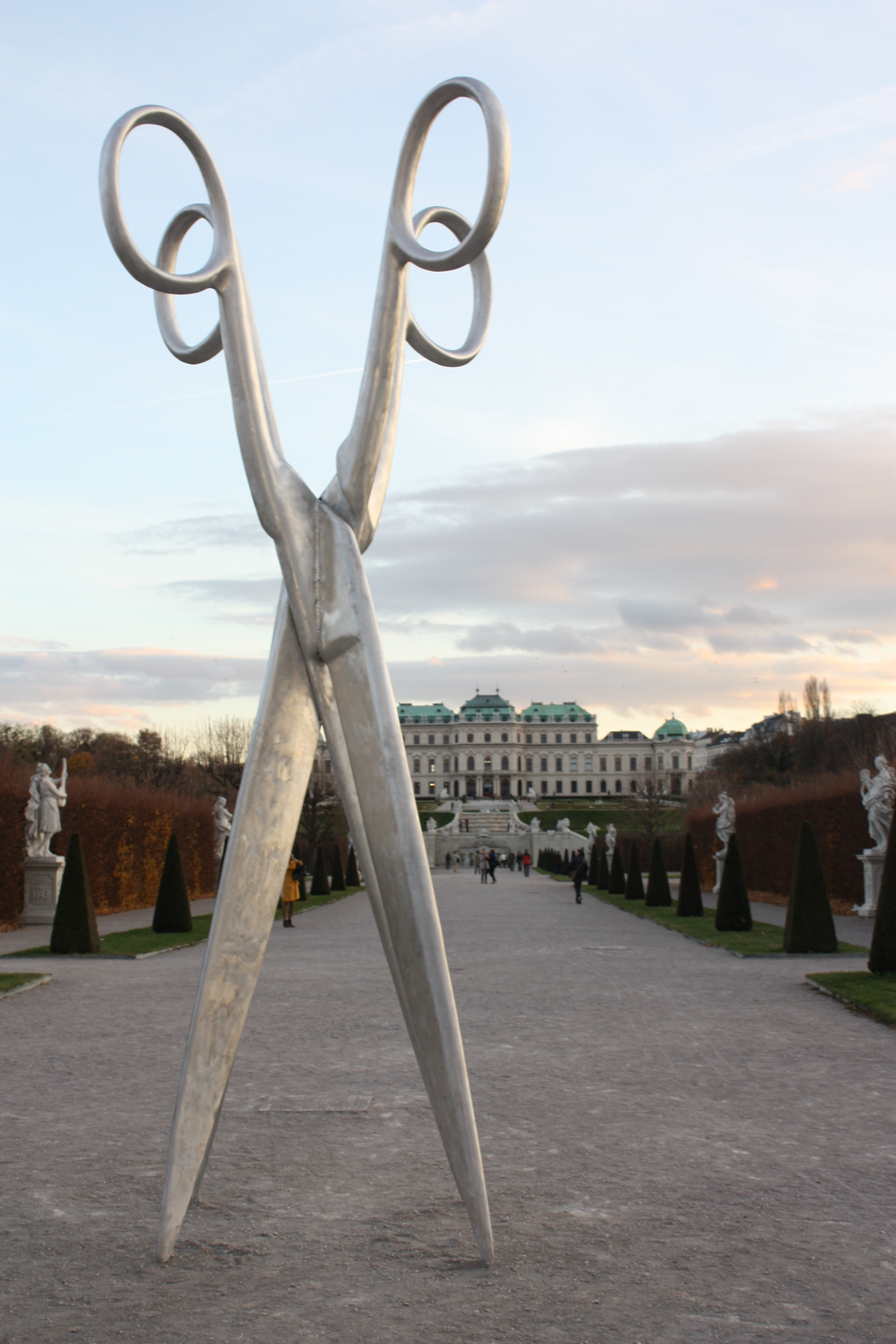
dílo VALIE EXPORT před muzeem Belveder ve Vídni

Vyjadřovacím prostředkem je její tělo, proto také často bývá spojována s vídeňským akcionismem, i když její práce se od něho výrazně liší. Ve svých pracích překračuje tabuizované hranice a s nimi konfrontuje městské obecenstvo. Na rozdíl od akcionalistů jsou její práce zejména feministicky vyladěné, tělo je znakem, informací.  
Během své  kariéry vždy upozorňovala na  aktuální problémy originálním formálním jazykem, podrobovala je  radikální sociální a politické kritice. Její rozsáhlá tvorba zahrnovala performance, akce, fotografii, film,  sochy, texty a instalace. VALIE EXPORT usilovala o nové zobrazení ženy ve filmu a bojovala proti zažitým konvencím společnosti i obrazu ženy v komerční filmové tvorbě.  Jejím cílem se stalo rozbití klišé, upozornění na současný stav a emancipace ženy a k tomu využívá novou formu ženského filmu, v nichž mnohdy směšuje dokument a fikci.  Všechny tři celovečerní filmy (Unsichtbare Gegner, Menschenfrauen, Praxis der Liebe),  ale i krátké snímky VALIE EXPORT mají zjevnou experimentální formu. Raná díla se silným feministickým postojem, jako jsou Tap and Tastkino a Aktionhose: Genitalpanik, která dříve šokovala a provokovala veřejnost, se stala pevnou součástí dějin umění.  
Od 90. let  20. století se věnovala méně radikálnímu umění s využitím videí a experimentálních interaktivních instalací. Kriticky se vyjadřuje ke stále rostoucímu násilí v mezinárodním měřítku prostřednictvím svých instalací  (Kalašnikov, 2007), videí nebo fotografií.  Vytváří také sochy pro veřejný prostor.  
Další vybraná díla : 
- Smart Export - (1970) Jedná se o fotografii, na které autorka s cigaretou v ústech ukazuje divákovi přetvořenou krabičku od rakouských cigaret značky Smart.  Dílo VALIE EXPORT-SMART EXPORT ukazuje umělkyni ve vyzývavé póze ve stylu protestního hnutí mládeže z konce 60. let, držící krabičku rakouských cigaret Smart Export s vlastní tváří a logem. Zeměkouli uprostřed balíčku nahradila portrétní fotografie. Kolem fotky nechala původní nápis Semper et ubique, jen slovo Smart nahradilo Exportovat VALIE  Tato umělecky upravená krabička cigaret, první umělecké dílo společnosti Export, je vystavena v Muzeu moderního umění v New Yorku.  [10]

- Body Sign Action - (1970) Autorka si nechala vytetovat na stehno podvazkový pás, který označila za "případy z dějin, které jsou odhalovány akcemi s tělem", neboli znak "někdejšího zotročení".[10]

- Tapp und Tastkino (Sahavé a hmatavé kino) - (1968)(také pouliční film, mobilní film, pravý ženský film) V tomto díle si autorka připevnila na horní část těla krabici, ve předu s otvorem zakrytým záclonkou (kino-objekt). Procházela ulicemi a vybízela kolemjdoucí muže k návštěvě kina, tedy prostrčení rukou přes záclonku.[10]

- Aktionhose: Genitalpanik (Akční kalhoty: Genitální panika) - (1969, Mnichov) Jednou z nejznámějších akcí umělkyně, nicméně existuje více verzí jak se tato akce udála. První verze je, že Export vešla do porno kina oblečená do kalhot s vystřiženým sedem tak, že bylo možno vidět její genitálie, s rozcuchanými vlasy a samopalem, kterým mířila na diváky a křičíce, že přišli sledovat nahá ženská těla, tedy ať se dívají. Druhá verze je, že se vše odehrálo zhruba podobně, jen v artovém kině, kam diváci byli pozvaní na její film. Rozhodně do dnešních dnů se dochovalo několik verzí inscenovaných fotografií. Tuto akci později zopakovala Marina Abramović.

- Ping-Pong - (1968) Ein film zu spielen - ein Spielfilm.

## Výstavy (výběr)
- 1977: 6. Documenta, Kassel
- 1980: Benátské Bienále, reprezentuje Rakousko
- 1987: retrospektiva hraných a avantgardních  filmů v  National Film Theatre, Londýn
- 1992: retrospektiva umělecké tvorby v Hornorakouském zemském muzeu v Linci
- 2001 VALIE EXPORT– Metanoia, Dům umění Brno[13][14]
- 2004: VALIE EXPORT,   Camden Arts Centre, Londýn
- 2007: VALIE EXPORT, Centre Georges Pompidou, Paříž
- 2010: Čas a protičas,  Rakouská galerie Belvedere ve Vídni a Museion v  Bolzanu
- 2014: VALIE EXPORT,  Kunsthaus Weiz
- 2017–2018: Feministická avantgarda 70. let ze sbírky Verbund, Vídeň, Centrum pro umění a média, Karlsruhe;  2018–2019 Dům umění, Brno, Česká republika
- 2023: VALIE EXPORT Retrospektiva, Albertina, Vídeň
- 2023: EXPORT VALIE, Ó Pane, nenechte je na mě shodit tu atomovou bombu, Kunsthaus Bregenz KUB Billboards
- 2024: EXPORT VALIE,  Retrospektiva v C/O Berlín (výstavní prostor pro fotografii a vizuální média) [15]

## Ocenění
- 2003: Zlatá čestná medaile za zásluhy o stát Vídeň
- 2005: Čestný odznak Za vědu a umění[16]
- 2019: Cena Roswithy Haftmann[17]
- 2020: Záslužný kříž státu Horní Rakousko za umění a kulturu
- 2020: Umělecká cena dortmundského muzea am Ostwall
- 2022: Cena Maxe Beckmanna
- 2022: Velká stříbrná čestná medaile s hvězdou za zásluhy o Rakouskou republiku